# Gymnangium tenuirostre
Gymnangium tenuirostre is een hydroïdpoliep uit de familie Aglaopheniidae. De poliep komt uit het geslacht Gymnangium. Gymnangium tenuirostre werd in 1927 voor het eerst wetenschappelijk beschreven door Nutting. 